# Воронін Леонід Григорович
Воронін Леонід Григорович (нар. 4 серпня 1908 — 8 лютого 1983) — радянський фізіолог, академік.

## Життєпис
Народився в с. Тритузне, Катеринославської губернії (нині — Дніпропетровської області).
У 1931 закінчив біологічний факультет Дніпропетровського педагогічного інституту професійної освіти.
З 1938 по 1940 роки керував філією Всесоюзного інституту експериментальної медицини в Сухумі. У 1946 році захистив докторську дисертацію.
З 1953 по 1966 роки завідував кафедрою вищої нервової діяльності при Московському державному університеті. З 1957 по 1959 роки керував інститутом вищої нервової діяльності АН СРСР. У період з 1963 по 1983 роки обіймав посаду президента Всесоюзного фізіологічного суспільства.
Наукові роботи Вороніна присвячені вивченню вищої нервової діяльності людини та тварин. Зокрема, він досліджував питання аналізу та синтезу складних подразників та взаємодія орієнтовних та умовних рефлексів.
Нагороджений трьома Орденами Трудового Червоного Прапора та Золотою медаллю імені І. П. Павлова.
Помер 8 лютого 1983 року.